# Supur
Supur (Alsószopor en hongrois) est une commune roumaine du județ de Satu Mare, dans la région historique de Transylvanie et dans la région de développement du Nord-ouest.

## Géographie
La commune de Supur est située dans le sud du județ, à la limite avec le județ de Sălaj, dans la vallée de la Crasna et les collines de Crasna (Dealurile Crasnei), 18 km à l'est de Tășnad et à 49 km au sud de Satu Mare, le chef-lieu du județ.
La municipalité est composée des sept villages suivants (population en 2002) :
- Dobra (1 138) ;
- Giorocuta (826) ;
- Hurezu Mare (495) ;
- Racova (279) ;
- Sechereșa (87) ;
- Supuru de Jos, 1 340), siège de la commune ;
- Supuru de Sus (512).

## Histoire
La première mention écrite des trois villages de Supuru de Jos, Supuru de Sus et Giorocuta date de 1205. Les villages de Hurezu Mare et Dobra apparaissent en 1424, Racova en 1672 tandis que Sechereșa a été fondé en 1940.
La commune, qui appartenait au royaume de Hongrie, faisait partie de la principauté de Transylvanie et elle en a donc suivi l'histoire. Les différents villages de la commune ont fait partie des domaines de la famille Károlyi au XVIIIe siècle qui ont favorisé l'installation de colons d'origine allemande, notamment dans le village d'Hurezu Mare.
Après le compromis de 1867 entre Autrichiens et Hongrois de l'empire d'Autriche, la principauté de Transylvanie disparaît et, en 1876, le royaume de Hongrie est partagé en comitats. Supur intègre le comitat de Szilágy (Szilágy vármegye).
À la fin de la Première Guerre mondiale, l'Empire austro-hongrois disparaît et la commune rejoint la Grande Roumanie au traité de Trianon et le județ de Sălaj.
En 1940, à la suite du deuxième arbitrage de Vienne, elle est annexée par la Hongrie jusqu'en 1944, période durant laquelle sa communauté juive est exterminée par les nazis. En 1945, 61 habitants du village d'Hurezu Mare d'origine allemande sont déportés en URSS. Elle réintègre la Roumanie après la Seconde Guerre mondiale au traité de Paris en 1947.
Ce n'est qu'en 1968, lors de la réforme administrative du pays que la commune est intégrée au județ de Satu Mare.

## Politique
Le Conseil Municipal de Supur compte 13 sièges de conseillers municipaux. À l'issue des élections municipales de juin 2008, Vasile Adrian Șteț (PSD) a été élu maire de la commune.
| Parti                                      | Nombre de conseillers |
| ------------------------------------------ | --------------------- |
| Parti social-démocrate (PSD)               | 6                     |
| Union démocrate magyare de Roumanie (UDMR) | 4                     |
| Parti national libéral (PNL)               | 2                     |
| Parti démocrate-libéral (PD-L)             | 1                     |

## Religions
En 2002, la composition religieuse de la commune était la suivante :
- Chrétiens orthodoxes, 61,92 % ;
- Réformés, 22,06 % ;
- Pentecôtistes, 4,40 % ;
- Grecs-Catholiques, 2,33 % ;
- Catholiques romains, 2,15 % ;
- Baptistes, 0,70 % ;

## Démographie
En 1910, à l'époque austro-hongroise, la commune comptait 3 883 Roumains (60,29 %), 2 437 Hongrois (37,80 %) et 113 Allemands (1,75 %),.
En 1930, on dénombrait 4 455 Roumains (62,90 %), 1 998 Hongrois (28,21 %), 237 Allemands (3,35 %), 237 Juifs (3,35 %) et 143 Tsiganes (2,02 %).
En 1956, après la Seconde Guerre mondiale, 5 245 Roumains (67,23 %) côtoyaient 2 427 Hongrois (32,01 %), 9 Allemands (0,01 %) et 116 Tsiganes (1,49 %).
En 2002, la commune comptait 2 993 Roumains (63,99 %), 1 340 Hongrois (28,65 %), 328 Tsiganes (7,01 %) et 13 Allemands (0,23 %). On comptait à cette date 2 060 ménages et 1 890 logements.
| 1880  | 1890  | 1900  | 1910  | 1920  | 1930  | 1941  | 1956  | 1966  |
| ----- | ----- | ----- | ----- | ----- | ----- | ----- | ----- | ----- |
| 4 814 | 5 349 | 5 719 | 6 441 | 6 419 | 7 083 | 7 493 | 7 801 | 7 202 |

| 1977  | 1992  | 2002  | 2007  | - | - | - | - | - |
| ----- | ----- | ----- | ----- | - | - | - | - | - |
| 6 193 | 5 087 | 4 677 | 4 523 | - | - | - | - | - |

## Économie
L'économie de la commune repose sur l'agriculture (vignes), l'apiculture et l'élevage.

## Communications

### Routes
Supur est située sur la route nationale DN19A (route européenne 81) Satu Mare-Zalău-Cluj-Napoca. La route régionale DJ196 mène au sud-est vers Bogdand et la DJ108D rejoint les villages de Hurezu Mare et Racova ainsi que le județ de Maramureș.

### Voies ferrées
Supur est desservie par la ligne des chemins de fer roumains (Căile Ferate Române) Carei-Tășnad-Jibou.

## Lieux et monuments
- Supuru de Jos, église orthodoxe datant de 1722[10].
- Supuru de Sus, église orthodoxe de l'Entrée de la Vierge dans l'Église construite entre 1784 et 1789 en style baroque, classée monument historique[10],[11].
- Supuru de Sus, manoir Romulus Pop, construit en style néo-byzantin dans l'entre-deux-guerres.
- Giorocuta, église orthodoxe datant de 1904[10].
- Hurezu Mare, église catholique romaine datant de 1848[10].
- Hurezu Mare, église orthodoxe des Sts Archanges datant de 1700, classée monument historique[10] possédant un intéressant clocher en bois[12].
- Dobra, église réformée datant des années 1795-1799[13].
- Racova, église orthodoxe des Sts Archanges datant de 1820[13].